# Ватсон, Мария Валентиновна
Мари́я Валенти́новна Ва́тсон (урожд. де Роберти де Кастро де ла Серда; 1 [13] декабря 1848, Балта, Подольская губерния — 15 июня 1932, Ленинград) — русская поэтесса, переводчица, автор книг и статей о писателях.

## Биография
Мария де Роберти родилась в семье испанского аристократа, ставшего украинским помещиком. Её брат Евгений стал социологом, философом и экономистом.
В 1865 году окончила Смольный институт благородных девиц.

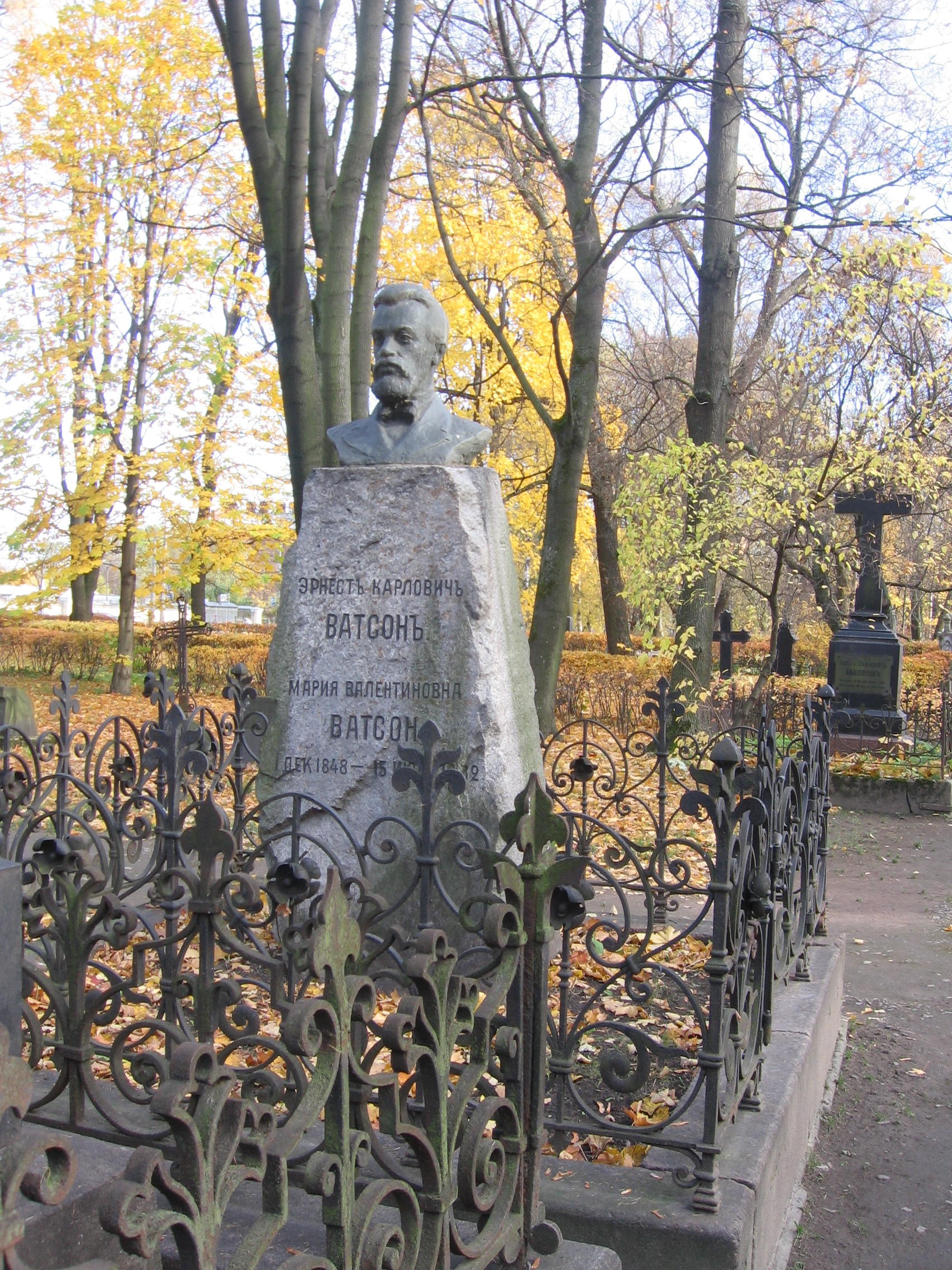
Могила Эрнста и М. Ватсон

В 1874 году вышла замуж за публициста и переводчика Эрнеста Ватсона. Была поклонницей поэта Семёна Надсона, ухаживала за ним во время его болезни. Благодаря Марии Ватсон был поставлен памятник Надсону и опубликовано его собрание сочинений.
С середины 1870-х годов печатала стихотворения и переводы в «Вестнике Европы», «Русской мысли», «Русском богатстве» и других журналах.
Переводила с испанского, итальянского, английского и французского языков. Стихотворения Ватсон вышли отдельной книгой в 1905 году.
Ватсон сделала первый полный русский перевод «Дон Кихота» (1907) и перевела первые книги из цикла о Тарзане.
Для серии «Жизнь замечательных людей» Флорентия Павленкова написала биографии Данте (1890) и Фридриха Шиллера (1892). С 1899 года издавала серию «Итальянская библиотека», куда вошли критико-биографические очерки об Аде Негри, Джозуэ Кардуччи, Джузеппе Джусти и Алессандро Мандзони. Написала несколько статей для «Энциклопедического словаря Брокгауза и Ефрона» (об испанской литературе, о Франсиско Кеведо, Лопе де Веге, Генрике Ибсене, Надсоне и другие).
Активно участвовала в работе Шлиссельбургского комитета.
Большевистскую власть не признала.
Умерла в Ленинграде в 1932 году. Похоронена на Литераторских мостках на Волковском кладбище рядом с мужем.